# Simon Stelling
Simon Stelling (Enkhuizen, 1957) is een Nederlandse organist, pianist, dirigent en muziekpedagoog. 

## Biografie
Stelling studeerde aan het Utrechts Conservatorium, en behaalde zijn eindexamen in 1983. Daarna zette hij zijn orgelstudie voort bij Marie-Claire Alain te Parijs. Sinds 1975 is Stelling organist van het Steinmeyer-orgel van de Adventskerk te Alphen aan den Rijn. In 1987 richtte hij het Alphens Kamerkoor Cantabile op, waar hij tot op heden dirigent is. Verder is Stelling dirigent van het Remonstrants Gemengd Koor Min Ghesellen te Nieuwkoop en het Alphens Kerstkoor. In 2013 werd Stelling door de gemeente Alphen aan den Rijn benoemd tot stadsorganist. Naast zijn werk als musicus doceert Stelling orgel, piano, koordirectie en muziektheorie, en geeft hij les aan de Volksuniversiteit te Alphen aan den Rijn.
Met Cantabile voerde Stelling de Nederlandse premières uit van Nederlandse premières van Winchester Te Deum van John Rutter, de New World Carols van Carson Cooman, het Magnificat en The fifth Continent van Paul Patterson, en het Requiem van Kim André Arnesen. Als concertorganist voerde hij de complete koor- en orgelwerken van Maurice Duruflé, de complete orgelwerken van César Franck, de complete orgelsonates van Alexandre Guilmant en de complete orgelwerken van Franz Liszt uit.

## Onderscheidingen
In 2017 ontving Stelling de Médaille d’Or van de Société Académique Arts, Sciences et Lettres te Parijs. In datzelfde jaar ontving hij tevens de erepenning van de gemeente Alphen aan den Rijn.